# Francesco Pieri (pallavolista)
Francesco Pieri (Prato, 30 marzo 1982) è un ex pallavolista italiano.

## Carriera
Inizia la sua carriera nella Pallavolo Narnali, squadra dilettantistica della provincia di Prato.
Dopo alcuni anni passati tra la Serie C e la Serie B1 ottiene il primo ingaggio in Serie A2 da parte della società Lupi Pallavolo di Santa Croce. Con la squadra toscana ottiene due importanti risultati: vince il campionato di Serie A2, ottenendo così la promozione diretta in Serie A1, e la Coppa Italia di Serie A2. Nonostante l'immediata retrocessione l'anno successivo il libero rimane in squadra per altre due stagioni.
Nella stagione 2008-09 viene ingaggiato dal Piemonte Volley, come riserva del libero della nazionale francese Hubert Henno. Con la squadra piemontese conquista la Coppa CEV e lo scudetto. Nella stessa stagione raggiunge la finale di Coppa Italia, poi persa contro il Trentino Volley.
L'anno dopo si trasferisce alla Top Volley di Latina, dove raggiunge a sorpresa le semifinali dei play off.
Il giocatore torna poi al Piemonte Volley per la stagione 2011-12, dove fa il suo esordio in Champions League.
Nella stagione 2012-13 viene ingaggiato dal Volley Milano.

## Palmarès
- Campionato italiano: 1

2009-10
- Coppa CEV: 1

2009-10
- Coppa Italia di Serie A2: 1

2004-05